# 古港鎮
古港鎮（ここうちん）は中華人民共和国湖南省長沙市瀏陽市の鎮。

## 行政区画
- 桃園社区
- 古港社区
- 古城社区
- 郭家亭社区
- 范市村
- 梅田湖村（2015年、中坪村、梅田湖村を母体に新制「梅田湖村」として発足）
- 燕港村（2015年、港星村、燕塘村を母体に新制「燕港村」として発足）
- 仙洲村（2015年、高聯村、仙洲村を母体に新制「仙洲村」として発足）
- 沔江村
- 新園村
- 宝蓋寺村（2015年、宝蓋寺村、鶴源村を母体に新制「宝蓋寺村」として発足）
- 金園村
- 花城村
- 白路村
- 華湘村
- 東盈村

## 歴史
2015年、旧制古港鎮、三口鎮を母体に新制「古港鎮」として発足。

## 経済

### 名物・特産品
- イネ[4]
- 蔬菜
- 苗木
- 水果
- イノシシ

## 地理
古港鎮は瀏陽市の北部に位置し、北は平江県と、東は沿渓鎮と、西は淳口鎮、関口街道と、南は高坪鎮、永和鎮とそれぞれ接している。
- 山：香炉罐（標高278.7メートル）、寒婆坳（標高1244.3メートル）
- 河川：瀏陽河
- ダム湖：郭家沖水庫、梅田水庫

## 教育
- 古港中学

## 交通

### 道路
- 高速道路：S309、長永高速道路
- 県道：X005
- 瀏東線

## 観光
- 皇竜峡漂流